# Санредам, Питер Янс
Питер Янс Санредам, Младший (Сын) (нидерл. Pieter Jans (Zoon) Saenredam, 9 июня 1597, Ассенделфт — 31 мая 1665, Харлем) — нидерландский рисовальщик и гравёр, представитель харлемского академизма.

## Биография
Питер Янс Санредам родился в 1597 году в семье голландского рисовальщика и гравёра Яна Питерса Санредама Старшего (1565—1607), уроженца города Санредама, или Саардама (нидерл. Saenredam, Saardam, Zaandam), отсюда фамилия. Санредам Старший — художник-маньерист, был самым известным из учеников и помощников знаменитого Хендрика Гольциуса.
После смерти отца, в 1612 году, мальчик с матерью переехали в Харлем. Там будущий художник поступил в обучение к Франсу Питерсу де Гребберу. Всю последующую жизнь Санредам прожил в Харлеме, не считая нескольких поездок, связанных с выполнением заказов в других городах Голландии.
В 1614 году он стал членом Гильдии Святого Луки в Харлеме. На рисунке, сделанном его другом Якобом ван Кампеном, хранящемся в Британском музее в Лондоне, представлен невысокий, сгорбленный человек. Он умер в Харлеме.

## Творчество
Питер Янс Санредам Младший специализировался на изображении церковных интерьеров. Вначале он делал рисунки с натуры, используя точные измерения пропорций здания и угловых перспектив, а затем в мастерской переводил такие рисунки в живопись. Характер картин Санредама соответствует общему стилю голландского искусства XVII века, в том числе архитектуры: просторное светлое пространство, преобладание белого, серого и чёрного цветов, побелка стен, резная мебель из тёмного дерева, мраморные полы в шахматную клетку. Лаконизм интерьеров согласуется с эстетикой кальвинистской реформации в протестантской Голландии.
Многие художники до Санредама, в том числе романисты, специализировались на воображаемой и причудливой архитектуре; Санредам был одним из первых, кто стал изображать существующие здания так, как они выглядят в обычные дни и при естественном освещении. Именно его можно считать зачинателем этого жанра в искусстве Голландии. Картины Санредама, проникнутые светом и покоем, иногда сравнивают с картинами Эманюэля де Витте с живой и суетливой атмосферой храмов, наполненных людьми.

## Наследие
В архивах нидерландского города Утрехта хранится большое количество рисунков Санредама. Живописные произведения Санредама хранятся в музеях Нидерландов, Германии, Австрии, Франции, Великобритании, Испании, Польши, Венгрии, США. В 2000—2001 в Центральном музее Утрехта прошла большая выставка рисунков и картин Питера Янса Санредама. В 2002 году в Лос-анджелесском Музее Дж. Пола Гетти проходила выставка «Священные пространства Питера Санредама».
Органную пьесу картинам Санредама посвятил нидерландский композитор и органист Пит Кее (2000).

## Избранные работы
- «Интерьер церкви Св. Одульфа в Ассенделфте», 1649, Государственный музей, Амстердам;
- «Старая ратуша в Амстердаме», 1657, Государственный музей, Амстердам;
- «Западный фасад церкви Святой Марии в Утрехте», 1662, Музей Тиссен-Борнемиса, Мадрид

## Галерея

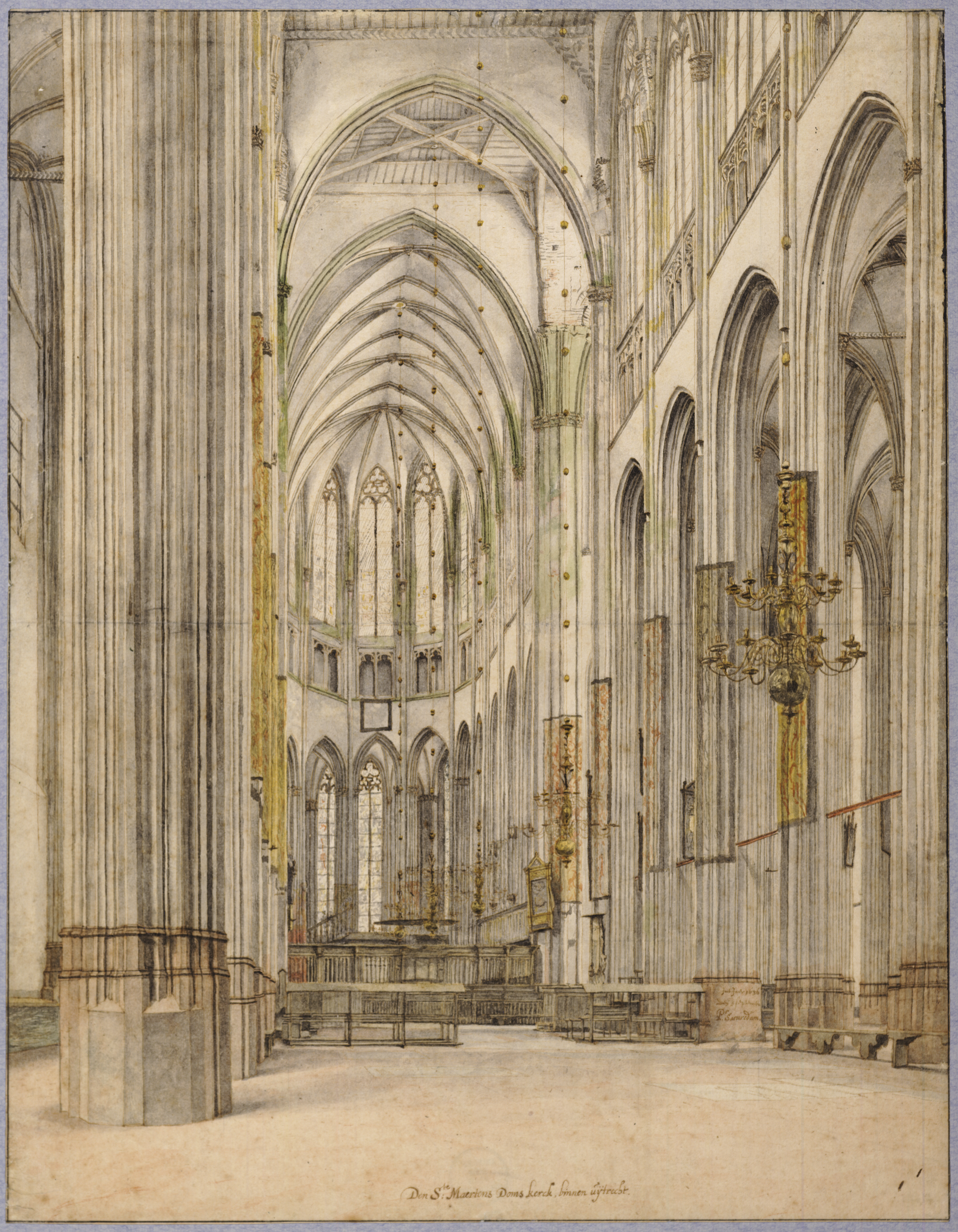
Кафедральный собор в Утрехте. 1636. Городской архив, Утрехт
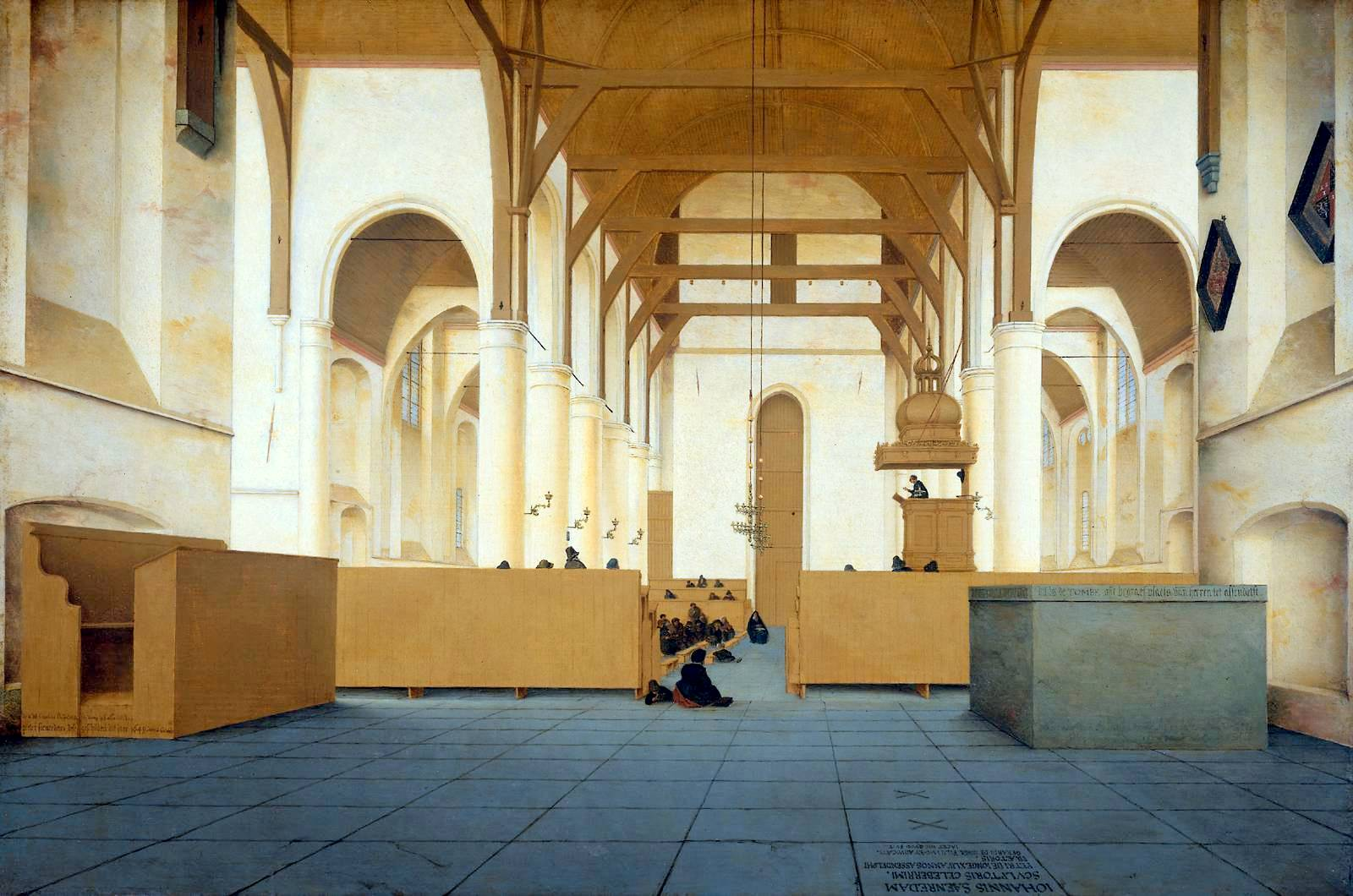
Интерьер церкви Св. Одульфа в Ассенделфте. 1649. Государственный музей, Амстердам
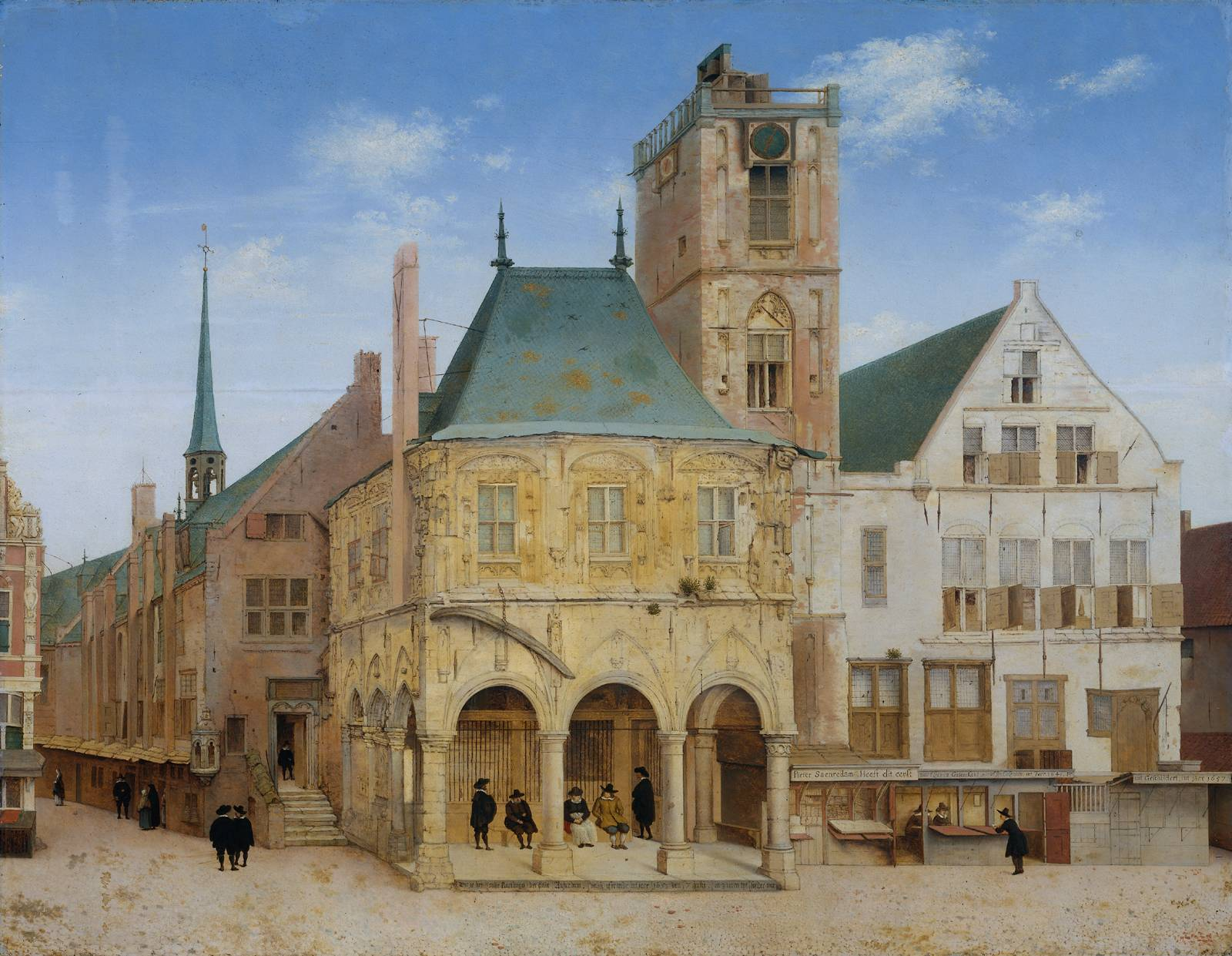
Старая ратуша в Амстердаме. 1657. Государственный музей, Амстердам
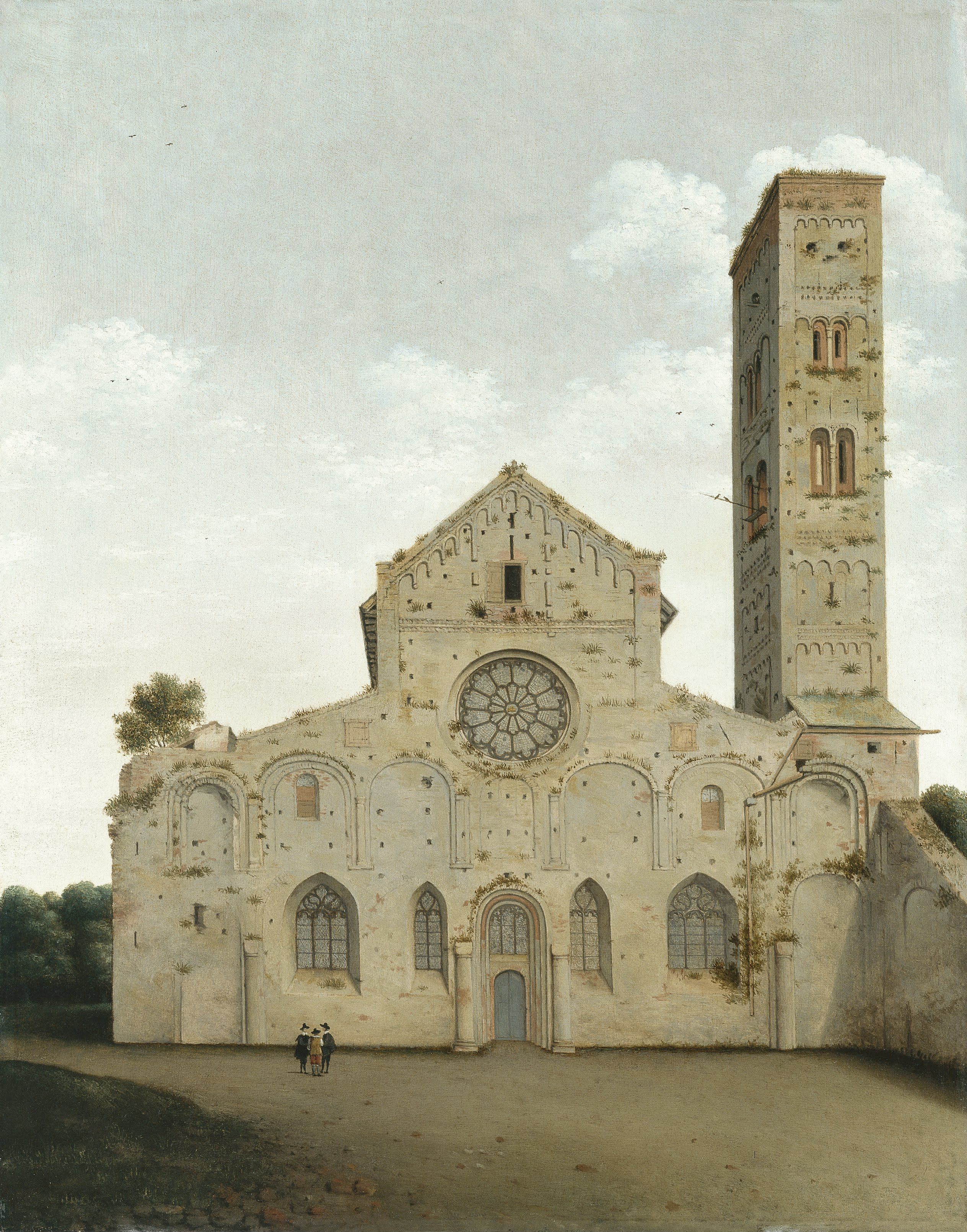
Западный фасад церкви Святой Марии в Утрехте. 1662. Музей Тиссен-Борнемиса, Мадрид
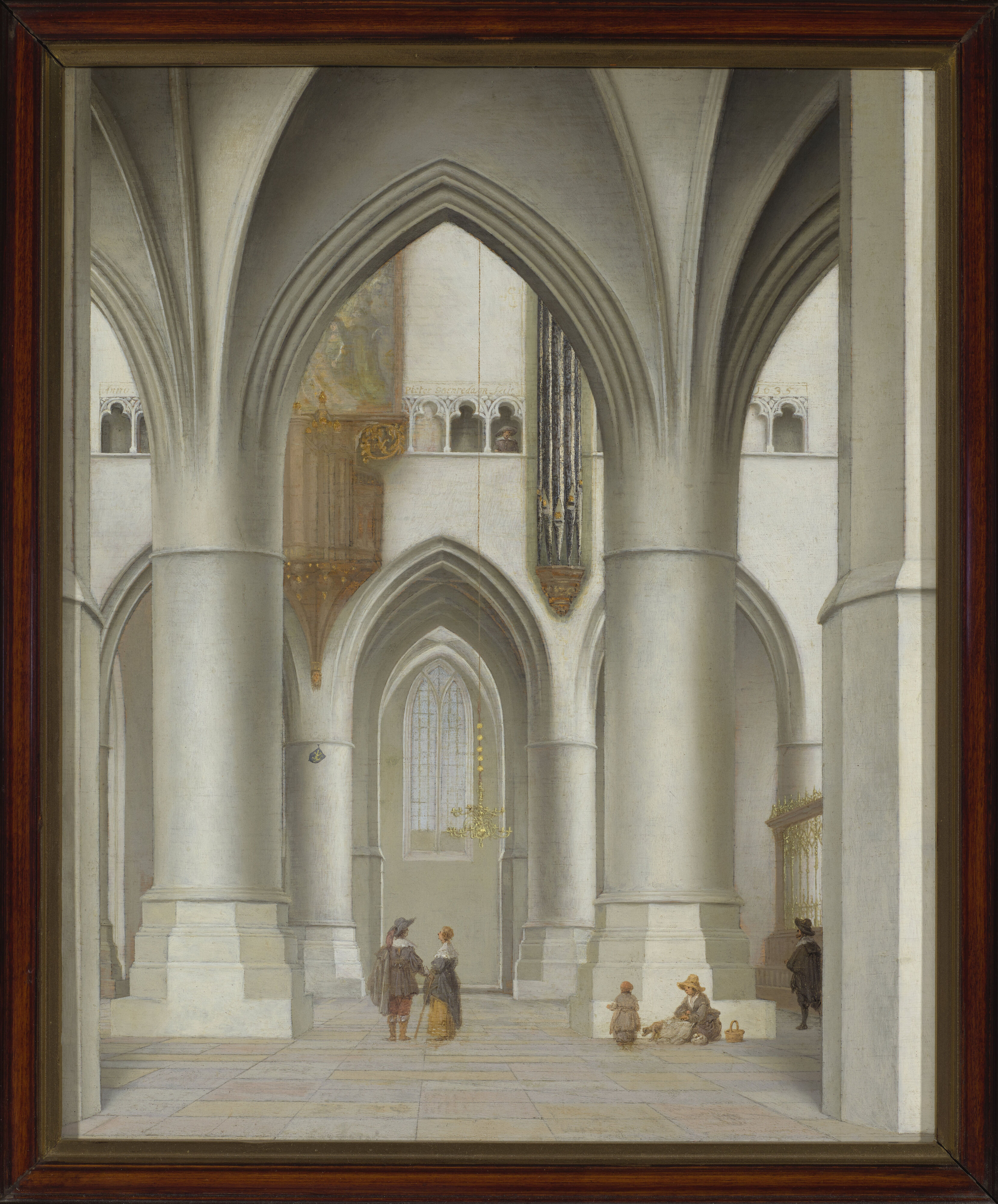
Вид церкви Святого Бавона в Харлеме. 1635.  Национальный музей, Варшава
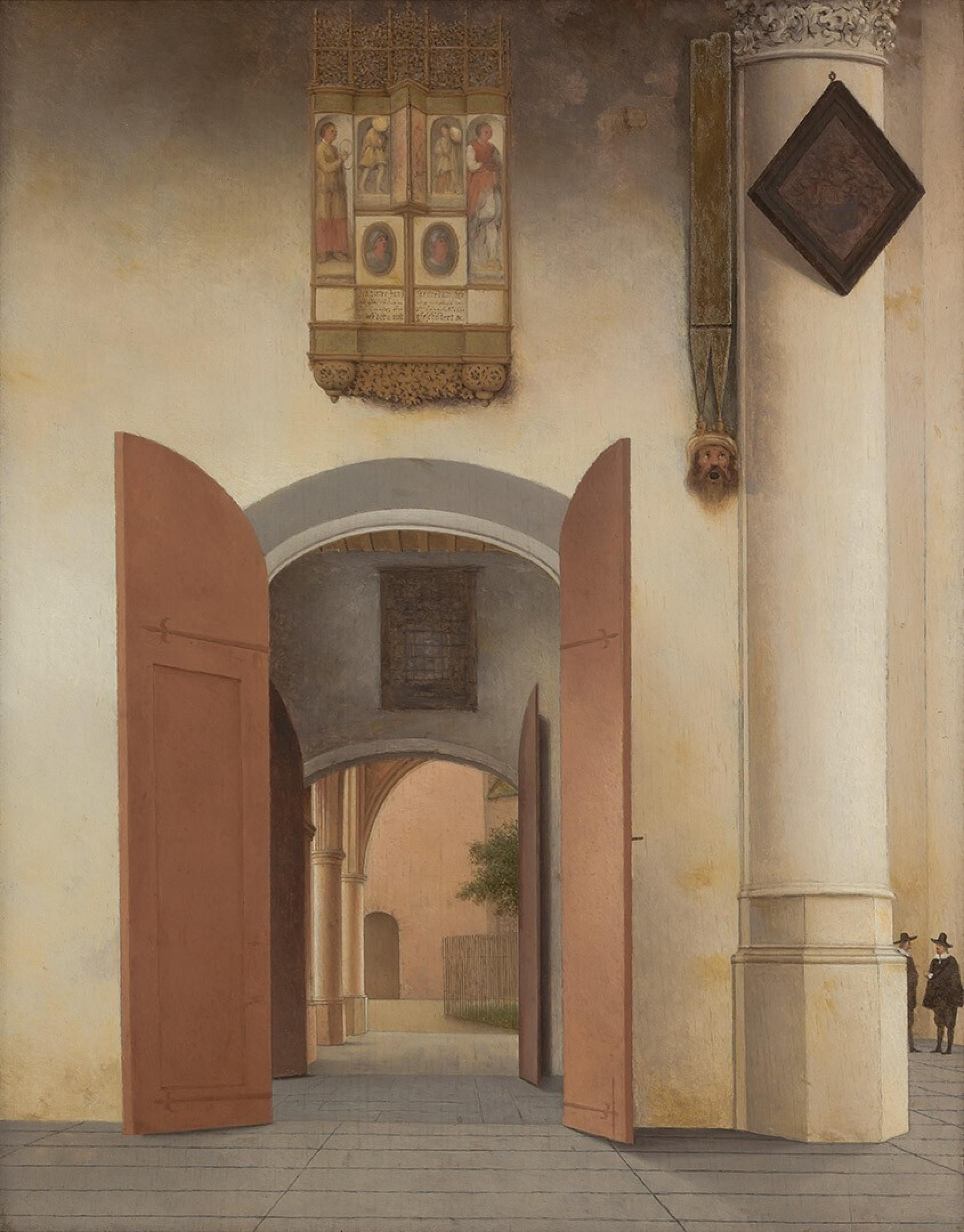
Интерьер церкви Синт-Лауренскерк в Алькмаре. 1661.              Музей Бойманса — ван Бёнингена, Роттердам